# Langschwanz-Neuguinea-Beutelmaus

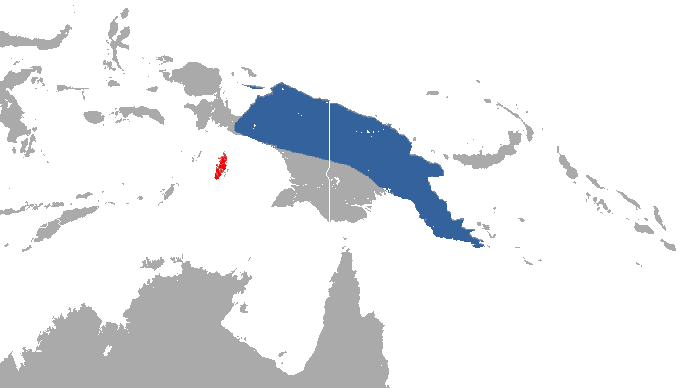
Verbreitungsgebiet. Blau: natürliches Vorkommen. Rot: eingeführt.

Die Langschwanz-Neuguinea-Beutelmaus (Murexia longicaudata) ist ein Säugetier aus der Familie der Raubbeutler, das auf Neuguinea und vorgelagerten Inseln vorkommt.

## Beschreibung
Männchen wiegen 114–434 g, die viel kleineren Weibchen nur 57–88 g. Das Fell ist auf der Oberseite matt gräulich braun, der Bauch ist beige weißlich. Der lange, spärlich behaarte Schwanz weist an der Spitze einige lange Haare auf.

## Lebensraum und Lebensweise
Die Langschwanz-Neuguinea-Beutelmaus bewohnt Wälder aller Art vom Flachland bis in Höhen von 2.200 m. Das Nest aus Laub wird hoch in den Baumkronen angelegt, doch sind auch Unterschlüpfe am Boden vorhanden. Weibchen können sich das ganze Jahr paaren. Pro Wurf werden bis zu vier Junge geboren, die im Beutel der Mutter aufwachsen.

## Status
Der Bestand gilt als gesichert, daher wird die Art von der IUCN als nicht gefährdet („least concern“) geführt.

## Systematik
Die Langschwanz-Neuguinea-Beutelmaus bildete früher gemeinsam mit der Rothschild-Neuguineabeutelmaus die Gattung Murexia  2005 wurde die Gattung Murexia von Colin Groves aufgrund von kladistischen Analysen in die beiden monotypischen Gattungen Murexia für die Langschwanz-Neuguinea-Beutelmaus und Paramurexia für die Rothschild-Neuguineabeutelmaus gesplittet. Genetische Studien unterstützen jedoch weiterhin eine Zusammenfassung beider Arten in der Gattung Murexia.